# Maksym IV (patriarcha Konstantynopola)
Maksym IV, gr. Μάξιμος Δ΄ – ekumeniczny patriarcha Konstantynopola w latach 1491–1497.

## Życiorys
Początkowo był archimandrytą jednego z klasztorów na Górze Athos. Później był metropolitą Seres. Na początku 1491 r. został wybrany patriarchą Konstantynopola. Jako patriarcha bronił prawa prawosławnych żyjących na terytoriach należących do Republiki Weneckiej. W 1497 został zmuszony do rezygnacji. Powrócił na Górę Athos, gdzie zmarł w nieznanym czasie.